# Eriksbergsplan

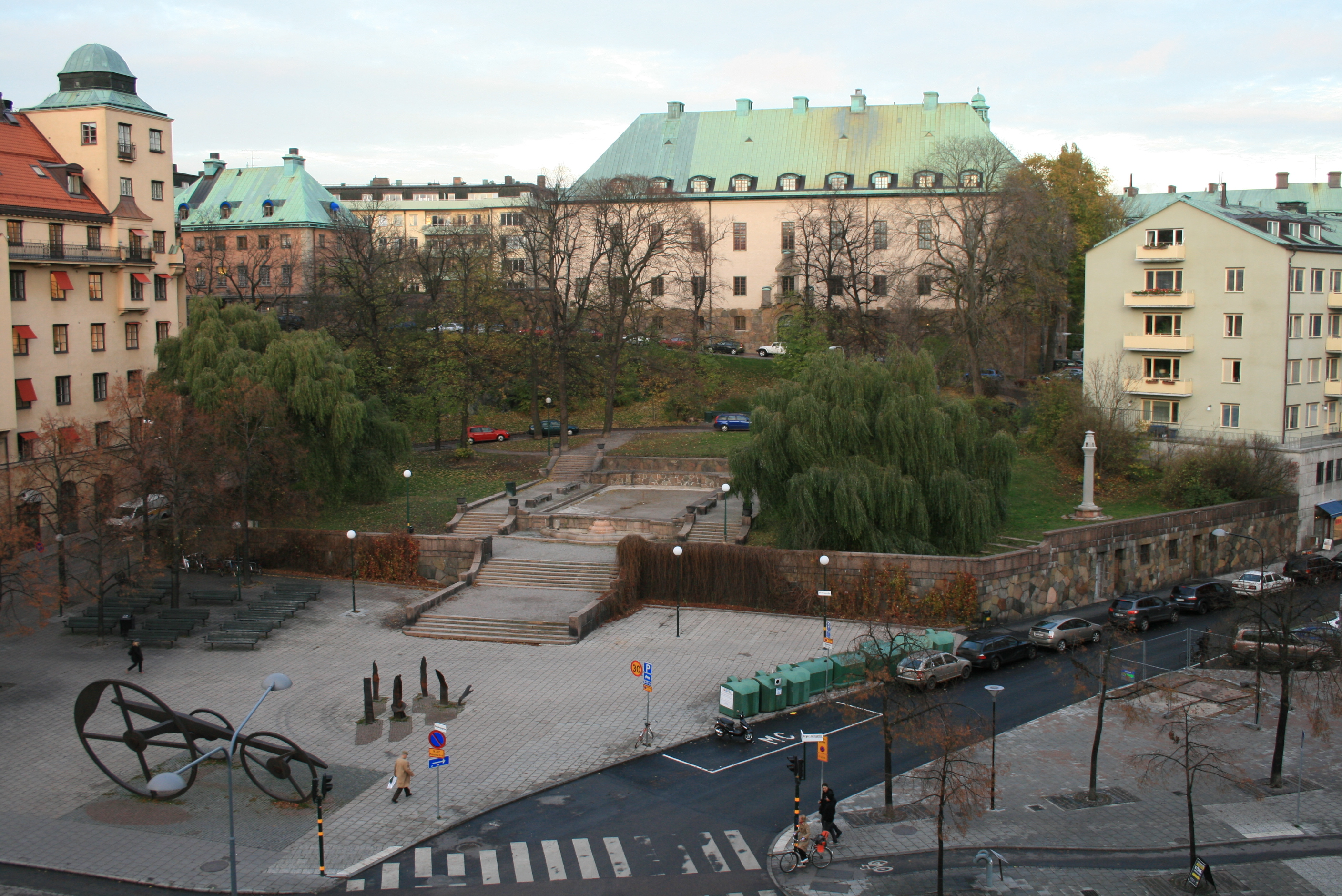
Eriksbergsplan och Eriksbergsparken

Eriksbergsplan, tidigare Träsktorget (1790) och Roslagstorg (1865), är ett torg  i Stockholms innerstad, där stadsdelarna Norrmalm, Östermalm och Vasastan möts. Här möter Regeringsgatan, Tegnérgatan, Eriksbergsgatan och Runebergsgatan den genomgående Birger Jarlsgatan.

## Träsktorget

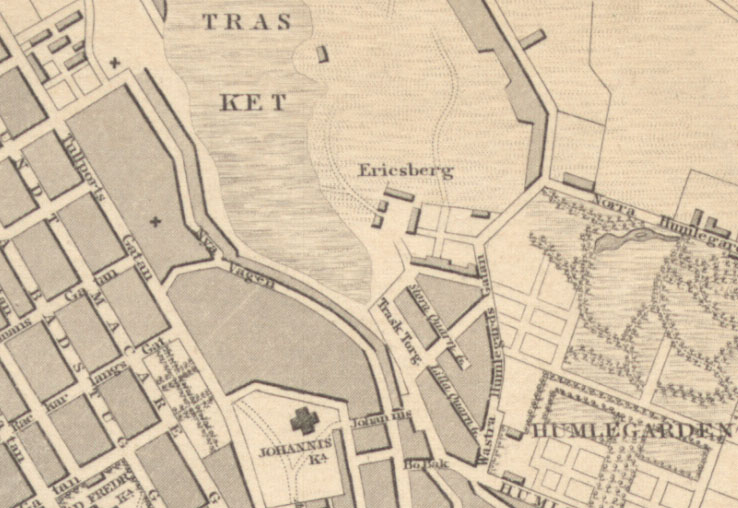
Träsktorget 1836

Norr om området låg tidigare den grunda sjön Stora Träsket som sträckte sig över nuvarande Jarlaplan ända upp mot Surbrunnsgatan. I sjöns södra ända (strax söder om dagens Eriksbergsplan) inrättades 1790 ett torg som fick namnet Träsktorget. Här kunde Roslagsbönderna från norr sälja sina varor.
Bebyggelsen runt Träsktorget bestod av eländiga kåkar och ruckel i det mycket fattiga området. Vackrare blev det inte 1810 när den så kallade Kåken flyttades från Packaretorget (nuvarande Norrmalmstorg) till platsen ungefär där Karl Staaffs park idag ligger. Kåken var en spöpåle med stadens "justitiebeläte" Kopparmatte på toppen. En skampåle och Trähästen (på vars vassa rygg dömda djurplågare satt med tyngder om fötterna) trängdes också på platsen.
På en karta från 1833 står att läsa vid en brygga ut i sjön "Träskett varest alla stadens skittunnor slogos som slutligen fyllt pölen". Den ohälsosamma stinkande sjön fylldes sakta igen och krympte.

## Roslagstorg
Då skamstraffet i Sverige avskaffades 1865 anhöll de angränsande tomtägarna om att pinoredskapen skulle avlägsnas och torget få ett mer attraktivt namn. Förfrågan beviljades och platsen döptes om till Roslagstorg. Höhandeln flyttade hit ifrån Hötorget och förblev kvar in på 1900-talet. Trots försöken till uppryckning förblev området slum under nästan hela 1800-talet. Under den stora bostadsbristen på 1870- och 1880-talet skall bostadslösa ha grävt ned sig i jordhålor i lerbankarna kring träsket som vid samma tid fylldes ut med sprängsten från Tyskbagarbergen.

## Eriksbergsplan

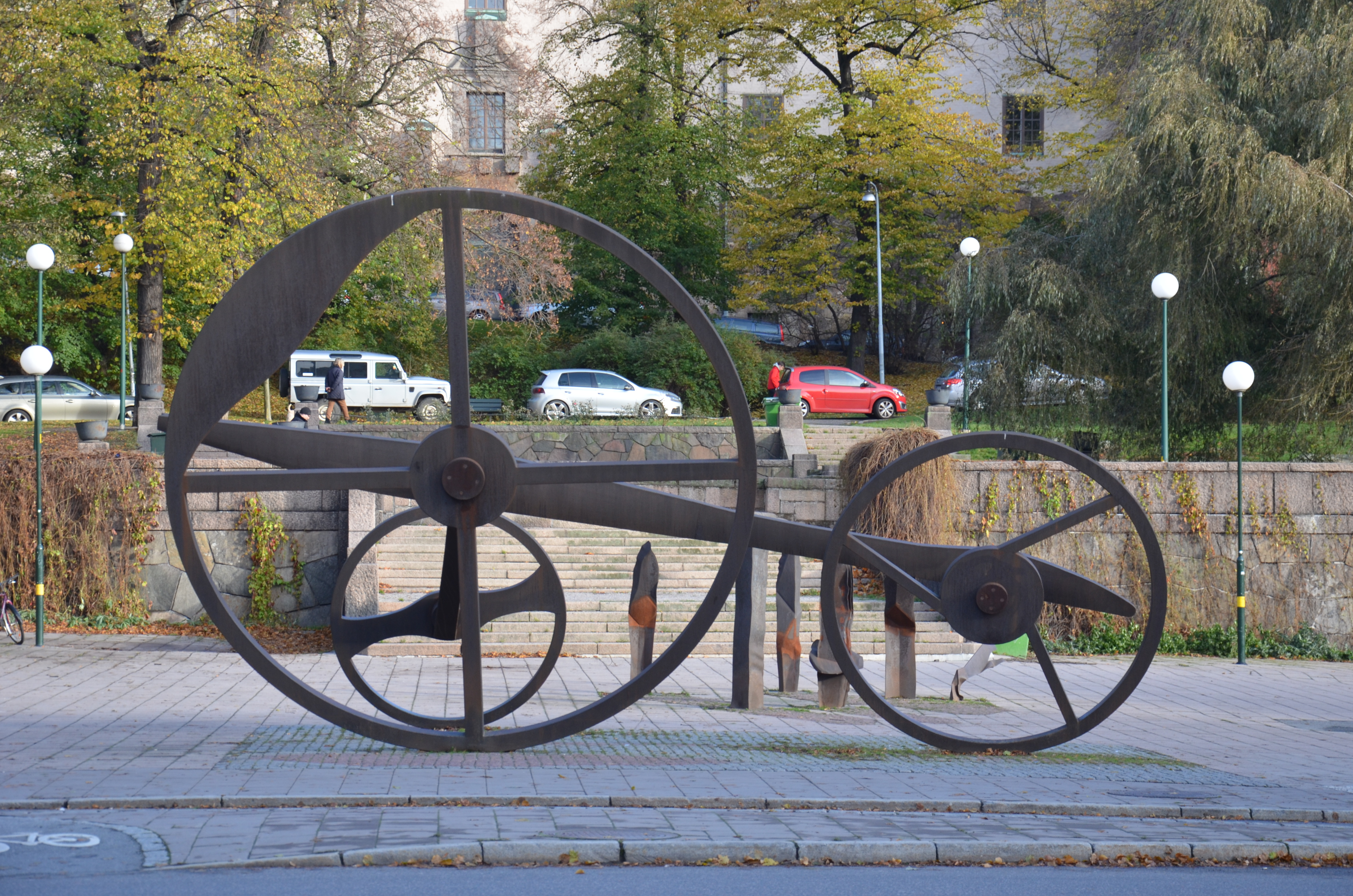
Fordon av Karl Göte Bejemark

1902 utarbetade arkitekten Per Olof Hallman ett förslag för det bergiga området öster den nu igenfyllda sjön som kallades Träskbacken. Området hörde till Timmermansordens egendom Eriksberg, som nu fick ge namn åt det informella området Eriksberg som skapades och bebyggdes. Torget kom härmed att förskjutas något norrut. Framför Timmermansorden nya ordenspalats anlades 1920 Eriksbergsparken med dess trappor ner mot torget och 1925 revs äntligen Skandalhuset vid Roslagstorg.
1950 ändrades namnet till Eriksbergsplan. Sedan 1973 pryds platsen av Karl Göte Bejemarks konstverk Fordon utfört i cortenstål.

## Bilder

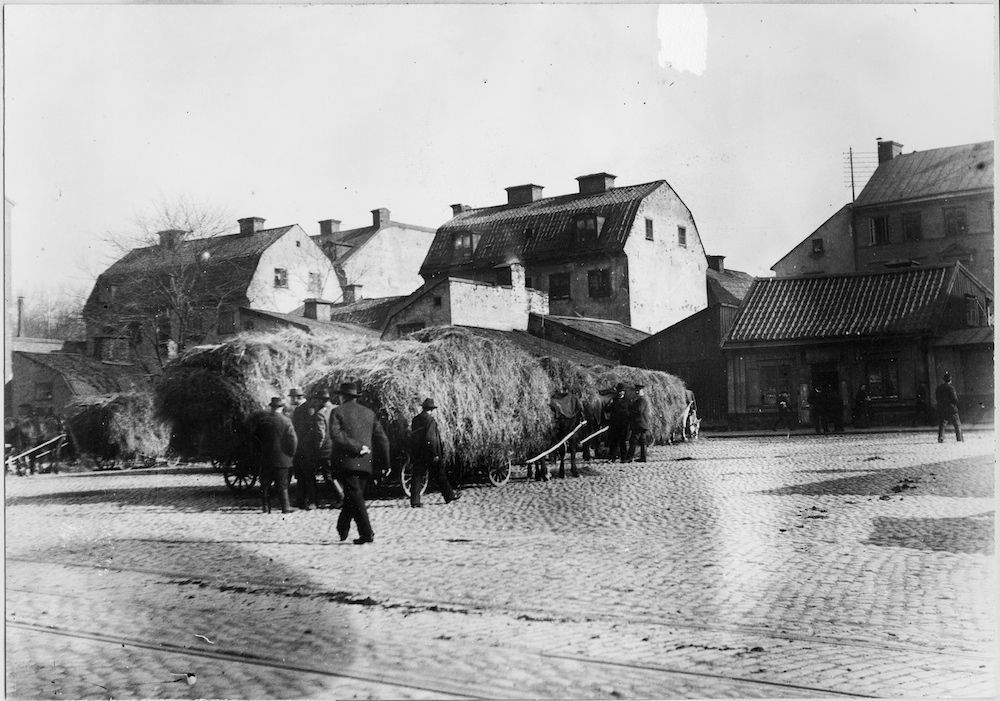
Höförsäljning vid Roslagstorg 16 - 20, vid nuvarande Birger Jarlsgatan 42-44
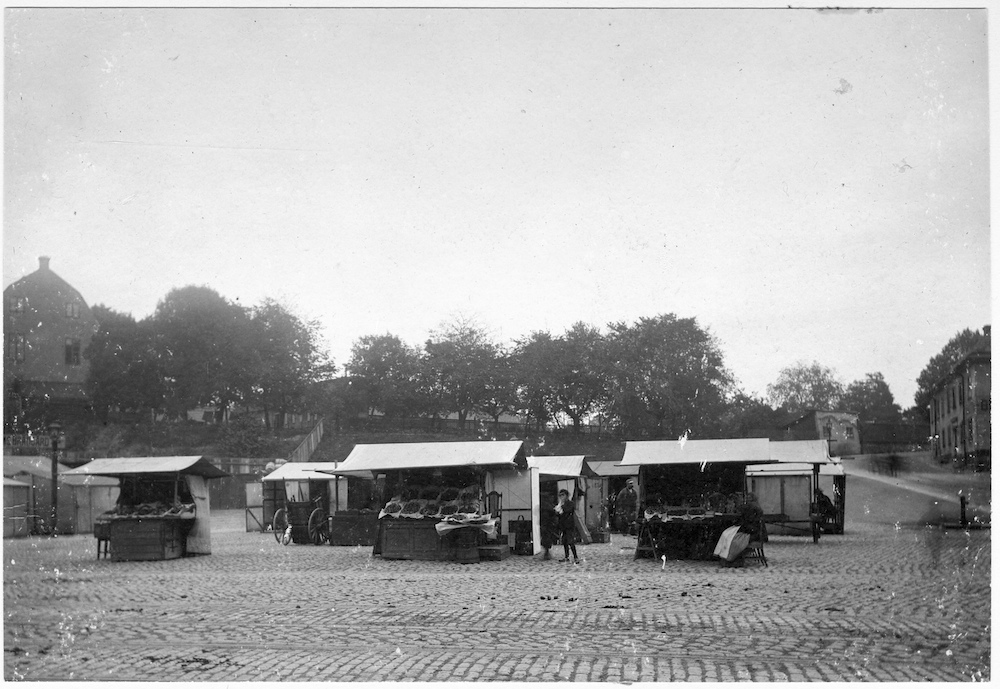
Roslagstorg 1884. Till vänster egendomen Eriksberg. Till höger nuvarande Runebergsgatan